# Nová Dubnica
Nová Dubnica (în maghiară Újtölgyes) este un oraș din Slovacia cu 12.485 locuitori.

## Demografie
| An:                | 1994   | 2004   | 2014   | 2024   |
| ------------------ | ------ | ------ | ------ | ------ |
| Număr de persoane: | 12.559 | 12.032 | 11.262 | 10.272 |
| Diferență:         |        | −4,19% | −6,39% | −8,79% |

| An:                | 2023   | 2024   |
| ------------------ | ------ | ------ |
| Număr de persoane: | 10.381 | 10.272 |
| Diferență:         |        | −1,04% |